# Hoset
Hoset est une localité du comté de Nordland, en Norvège.

## Géographie
Administrativement, Hoset fait partie de la kommune de Bodø.